# 수디르만 아르샤드

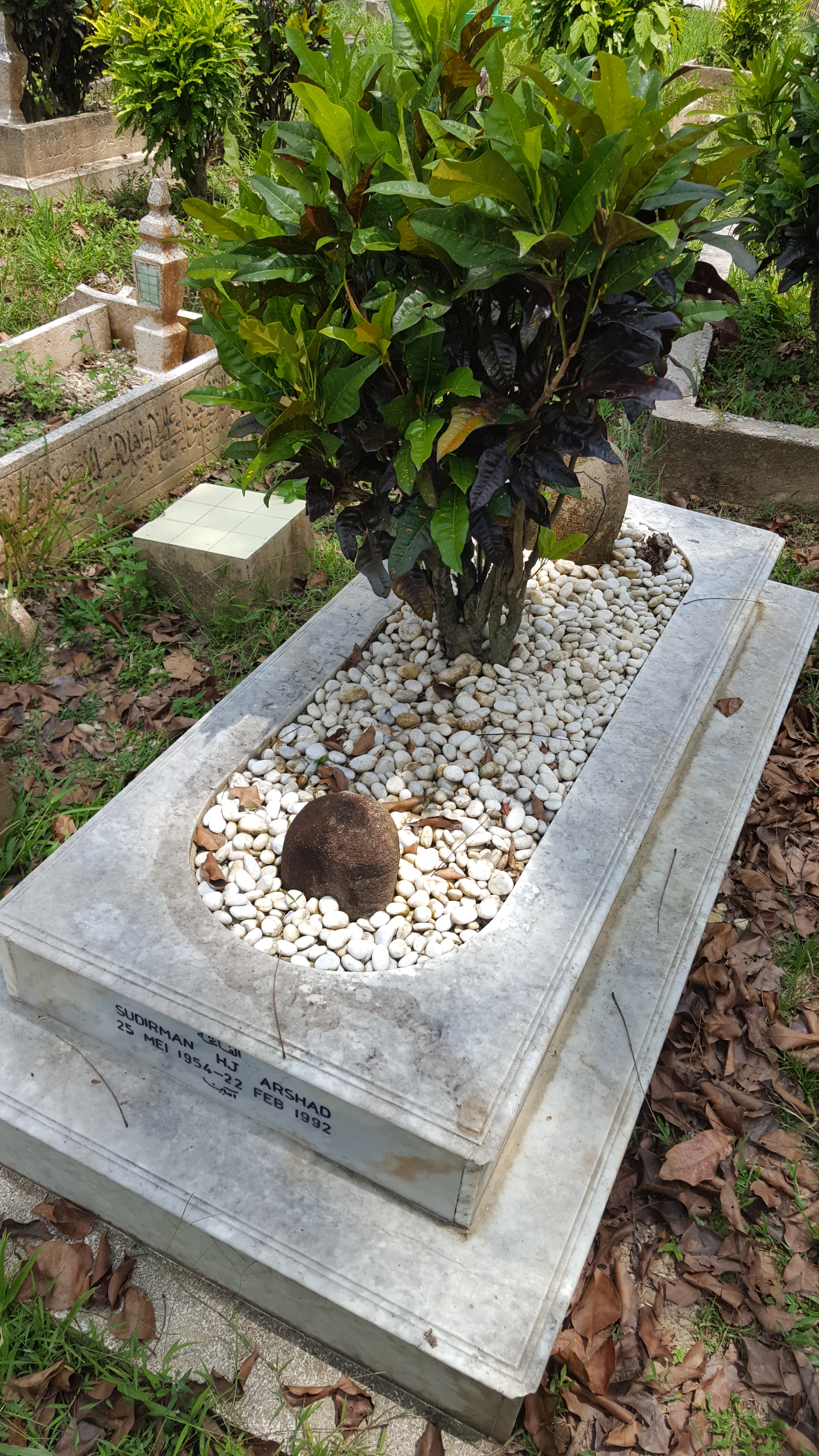

수디르만 아르샤드(말레이어: Sudirman Arshad)는 말레이시아의 싱어송라이터이다. 1976년 가수로 데뷔하였으며 "말레이시아의 엘비스 프레슬리"라고도 불린다.
1954년 파항 주 터머를로에서 하지 아르샤드 하산과 람라 다흘란의 막내 아들로 태어났다. 어린 나이부터 노래에 열정을 보인 그는 학업을 마친 후 가수로 데뷔하였다. 이후 "Tanggal 31 Ogos", "Tegakkan Bendera Kita" 등의 애국 노래들을 부르며 많은 사랑을 받았다. 그러나 1992년 진폐증으로 사망하였다.